# Iva Kotvová
Iva Kotvová (* 8. června 1959 Praha) je česká geografka a politička, v letech 2006 až 2010 zastupitelka Hlavního města Prahy, od roku 2006 zastupitelka Městské části Praha 4 (od roku 2014 zástupkyně starosty), členka Strany zelených.

## Život
Je absolventkou Přírodovědecké fakulty Univerzity Karlovy, kde vystudovala ekonomickou a regionální geografii.
V devadesátých letech 20. století působila v neziskovém sektoru v organizacích zabývajících se jeho budováním a rozvojem. Podílela se na koncipování a redakci řady publikací, podporovala trojstrannou spolupráci mezi nevládními organizacemi, veřejnou správou a podnikatelským sektorem. V posledních letech působí v mezinárodní organizaci zaměřené na leteckou dopravu, kde se věnuje udělování licencí cestovním kancelářím a agenturám.

## Politické působení
Je členkou Strany zelených, za níž byla v komunálních volbách v roce 2006 zvolena zastupitelkou Městské části Praha 4. Funkci obhájila i ve volbách v roce 2010 a 2014 (v rámci Trojkoalice SZ, KDU-ČSL a STAN). Od listopadu 2014 se stala zástupkyní starosty Městské části Praha 4, v kompetenci má sociální, zdravotní a rodinnou politiku a evropské fondy.
V letech 2006 až 2010 byla členkou Zastupitelstva hl. m. Prahy. Ve volbách v roce 2010 se pokoušela v rámci Koalice SZ, SNK funkci obhájit, ale neuspěla.